# NGC 7688
NGC 7688 ist eine linsenförmige Galaxie vom Hubble-Typ S0 im Sternbild Pegasus. Sie ist schätzungsweise 517 Millionen Lichtjahre von der Milchstraße entfernt.
Das Objekt wurde am 12. Oktober 1865 von Otto von Struve entdeckt.